# کاروانسرای قائلوبلاغ
کاروانسرای قائلوبلاغ مربوط به دوره صفوی است و در شهرستان مشگین‌شهر، بخش ارشق، دهستان ارشق مرکزی، روستای قانلوبلاغ واقع شده و این اثر در تاریخ ۲۸ اسفند ۱۳۸۵ با شمارهٔ ثبت ۱۹۰۱۶ به‌عنوان یکی از آثار ملی ایران به ثبت رسیده است.